# Presbytis thomasi
Presbytis thomasi är en däggdjursart som först beskrevs av Robert Collett 1893.  Presbytis thomasi ingår i släktet bladapor och familjen markattartade apor. IUCN kategoriserar arten globalt som sårbar. Inga underarter finns listade.

## Utseende
Arten har på ryggen, kroppssidan och extremiteternas utsida en mörkgrå till svart päls. Buken, extremiteternas insida och halsen är vita. Kännetecknande är huvudets färgsättning. Kring det nästan nakna ansiktet med främst mörk lila till svart hud finns en smal krans av vit päls. Kring ögonen och vid munnen är huden mörk rosa. På hjässan bildar den vita pälsen ett V. Övriga delar av huvudet är täckta med svart päls som bildar vid kinderna ett tjockt skägg.
Individerna når en kroppslängd (huvud och bål) av 42 till 62 cm, en svanslängd av 50 till 85 cm och en vikt mellan 5 och 8,1 kg (genomsnitt 6,7 kg).

## Utbredning och habitat
Denna primat förekommer på norra Sumatra. Den vistas där i låglandet och i låga bergstrakter upp till 1500 meter över havet. Habitatet utgörs av regnskogar och arten uppsöker även odlade regioner.

## Ekologi
Individerna är aktiva på dagen och de klättrar främst i växtligheten. Ibland kommer de ner till marken.
Presbytis thomasi äter huvudsakligen blad och frukter som kompletteras med blommor, andra växtdelar och några ryggradslösa djur. Honor blir efter cirka fem år könsmogna men de får vanligen ett år senare sin första unge.
En vanlig flock bildas av en hane, fem honor och deras ungar. Bland honorna etableras en hierarki. Dessutom finns ungkarlsflockar och ensamlevande hanar. När en främmande hane vill överta alfahanens position dödar den ofta flockens ungar. Honor försvarar ibland sin unge eller de flyttar till en annan flock. Honor lämnar sin ursprungliga flock även när den blivit för stor eller för att undvika inavel.
För arten finns ingen särskild parningstid. Det är omstritt om bara den dominanta honan får para sig. Allmänt parar sig ingen annan hona när en hona är dräktig eller när den ger di åt sin unge. Mellan två kullar ligger 1,5 till 2 år. Efter 5 till 6 månaders dräktighet föds en unge eller i sällsynta fall tvillingar. Ungen diar sin mor 12 till 15 månader och den uppfostras även av flockens andra honor.
Presbytis thomasi lever i naturen cirka 20 år och med människans vård kan den bli 29 år gammal.